# Minaçu
Minaçu là một đô thị thuộc bang Goiás, Brasil. Đô thị này có diện tích 2860,719 km², dân số năm 2007 là 34584 người, mật độ 12,1 người/km².